# 徳島新聞阿波しらさぎ文学賞
徳島新聞 阿波しらさぎ文学賞（とくしましんぶんあわしらさぎぶんがくしょう）は、徳島文学協会・徳島新聞社が共催する、公募式文学賞の一つ。

## 概要
2018年（平成30年）、徳島文学協会・徳島新聞社の共催で創設。
「徳島ゆかりの地域や文化、歴史、産業、人物など」が登場する原稿用紙15枚以内の短編小説を募集する。最終選考委員は吉村萬壱（第1回より）、小山田浩子（第3回より）。
受賞作は徳島新聞紙上および徳島新聞電子版、徳島文学協会の文芸誌「徳島文學」に掲載。第5回は徳間書店の文芸誌「読楽」にも掲載。
2023年12月、「目標としてきた新たな書き手の発掘に一定の成果が得られた」として、同年の第6回をもって終了することが発表された。
一方、2023年10月には選考委員の小山田浩子が一方的に（理由の説明もないまま）委員の解任を通知する書面が送られてきたことをXで告発していた。その後、12月になって小山田は徳島新聞社から説明を受けたが、「小山田浩子が選考委員ではこれ以上の応募者増加や反響は得られないとの判断」から委員の交代を決定し、その理由を省いて解任のみを通知したということであったといい、小山田が解任の理由説明を求めるも、主催者は謝罪のみで無視していた。また、賞の終了は後任の選考委員を決定できなかったことによるとしている。この流れを受けて、第6回受賞者の坂崎かおるは主催者への不信感から賞を辞退した。

## 受賞作一覧
- 第1回（2018年度） 
  - 阿波しらさぎ文学賞 『青は藍より藍より青』 大滝瓶太 （兵庫県神戸市）
  - 徳島新聞賞　　　　 『海風の吹く町で』 坂東広文 （徳島市）
  - 徳島文学協会賞　　 『お見送りの川』 宮月中 （徳島市）

- 第2回（2019年度） 
  - 阿波しらさぎ文学賞 『踊る阿呆』 佐川恭一 （大阪府）
  - 徳島新聞賞　　　　 『胸をつらぬく』 桐本千春 （徳島市）
  - 徳島文学協会賞　　 『いらっしゃいマンション』 宮月中 （徳島市）

- 第3回（2020年度）[5]
  - 阿波しらさぎ文学賞 『あまいがきらい！』蕪木Q平（横浜市）
  - 徳島新聞賞　　　　 『檻』 なかむらあゆみ （徳島市）
  - 徳島文学協会賞　　 『去年の桜』 三浦みなみ （吉野川市出身）

- 第4回（2021年度）[6]
  - 阿波しらさぎ文学賞 『空気』なかむらあゆみ（徳島市）
  - 徳島新聞賞　　　　 『にぎやかな村』 宮月中（徳島市）
  - 徳島文学協会賞　　 『移動する祝祭日』 茜あゆむ（静岡県）
- 第5回（2022年度）[7]
  - 阿波しらさぎ文学賞 『火取虫(ひとりむし)』小川真我（東京都）
  - 徳島新聞賞　　　　 『眺め』 鎌田航（鳴門市）、『湿り』 うっかり（徳島市）
  - 徳島文学協会賞　　 　該当作なし
- 第6回（2023年度）
  - 阿波しらさぎ文学賞 『渦とコリオリ』坂崎かおる（横浜市） ※後に辞退を発表
  - 徳島新聞賞　　　　 『聖域』幸田羊助（鳴門市出身、兵庫県尼崎市）
  - 徳島文学協会賞　　 　該当作なし